# Italienische EU-Ratspräsidentschaft 2014
Die italienische Ratspräsidentschaft bezeichnete den Vorsitz Italiens im Ministerrat der EU für die zweite Jahreshälfte 2014. Damit begann Italien die sechste Trio-Ratspräsidentschaft mit Lettland und Luxemburg.
Es war der zwölfte Ratsvorsitz Italiens (nach 1959, 1962, 1965, 1968, 1971, 1975, 1980, 1985, 1990, 1996 und 2003). In sie fiel sowohl das Ende der zweiten und letzten Amtszeit des ersten Präsidenten des Europäischen Rates Herman Van Rompuy als auch die Wahl einer neuen Kommission.

## Prioritäten der italienischen EU-Ratspräsidentschaft
Die Prioritäten der italienischen Ratspräsidentschaft sind (Stand 12. Juli 2013)
- Stärkung der Politischen Union
- Entwicklung des Föderalismus
- Stärkung des EU-Budgets
- Erweiterung der EU

Zu weiteren Schwerpunkten wurden Arbeitspapiere (Work programme) veröffentlicht. Diese betreffen die Energiepolitik, Transport und die Informationstechnologie.
Das Europäische Parlament hat die Prioritäten der italienischen Ratspräsidentschaft am 2. Juli 2014 mit dem italienischen Ministerpräsidenten Matteo Renzi im Plenum diskutiert. Am geplanten Handelsabkommen zwischen der EU und den USA (TTIP) wurde dabei erhebliche Kritik angebracht.

## Programm des Rates für die Triopräsidentschaft Italien-Lettland-Luxemburg
Gemäß dem Achtzehnmonatsprogramm des Rates (1. Juli 2014 bis 31. Dezember 2015) der Trio-Ratspräsidentschaft Italiens, Lettlands und Luxemburgs, besteht das Hauptziel der nächsten 18 Monate "darin, die Wirtschafts- und Finanzkrise vollständig zu überwinden und das Wachstum in der Union anzukurbeln, die Fähigkeit der Union, mehr Beschäftigung zu schaffen und die digitalen Möglichkeiten auszuschöpfen, zu stärken, die Grundrechte zu schützen und ihrer Rolle in einer sich rasch wandelnden Welt umfassend gerecht zu werden."
Dieses 18-Monate-Programm für die zukünftige Tätigkeit des Rates wurde vom italienischen, lettischen und luxemburgischen Vorsitz gemeinsam mit der Präsidentin des Rates für Auswärtige Angelegenheiten und „in enger Zusammenarbeit mit der Kommission und dem Präsidenten des Europäischen Rates“ erstellt.
Der erste Teil des Achtzehnmonatsprogramms des Rates enthält den strategischen Rahmen für das Programm selbst, der zweite Teil und weit umfassendere Teil, das operative Programm mit den Themen, die während des Achtzehnmonatszeitraums anstehen.

## Logo

Das Logo der italienischen EU-Präsidentschaft

Das seit 1. Juli 2014 neue Logo sowohl des Europäischen Rates, wie auch des Rates der Europäischen Union, der Euro-Gruppe und des Generalsekretariats des Rates der Europäischen Union.

Das Logo der italienischen EU-Ratspräsidentschaft wurde im Rahmen einer vom Ministerium für Bildung, Universität und Forschung lancierten Aktion “La mia Europa è…” (“Mein Europa ist …”), die am 20. Mai 2014 endete, aus Entwürfen vom mehr als 600 italienischen Schulen ausgewählt. Der Entwurf des Liceo Artistico Design e Tecnico Grafico ISIS-IPSIA "Giuseppe Meroni" aus Lissone, Monza, wurde aus allen Einsendungen schlussendlich für das Logo der EU-Ratspräsidentschaft 2014 ausgewählt.
Das zentrale Element des Logos zeigt eine Schwalbe in den Farben Europas (und auch Italiens). Die Schwalbe ist eine Assoziation der Schöpfer des Logos mit der Unionsbürgerschaft, da die Unionsbürgerschaft auch für Reisen, Hoffnung und Freiheit stehe. Diese Kombination sei auch der perfekte Ausdruck für die Integration, Emotionen und Erwartungen, drei grundlegende Aspekte, die Grundlagen einer gemeinsamen (europäischen) Zukunft seien.
Der nach oben gerichtete Schnabel der Schwalbe stehe für den Willen, das Beste zu erreichen. Die Flügel symbolisieren Leitung und Schutz, der Schwanz, der sich bei der Schwalbe wesentlich von anderen Vögeln unterscheidet, soll die Vielfalt darstellen, welche sich auch im Motto der Europäischen Union "In Vielfalt geeint" wiederfindet. Allgemein ist die Schwalbe für die langen Reisen bekannt, die sie unternimmt, und damit – wozu ein Tier fähig ist – auf die Europäische Union übertragen ein perfektes Bild ergibt, um die ehrgeizigen Ziele des europäischen Traums auf deren langen Reise darzustellen.
Die linke Seite des Logos bildet das neue, seit 1. Juli 2014 in Verwendung befindliche Logo des Rats der Europäischen Union.
Das Logo wird in italienischer, englischer und französischer Sprache dargestellt und verwendet. Obwohl in Italien eine relativ große deutschsprachige Minderheit (vor allem in Südtirol, einem geschlossenen Sprachraum mit mehr als 300.000 Personen) besteht und in der europäischen Union selbst etwa 82 Millionen Menschen deutsch sprechen, wird derzeit weder das Logo noch die Webseite der italienischen EU-Ratspräsidentschaft in deutscher Sprache publiziert.

## Weiteres
- Rat der Europäischen Union
- Vorsitz im Rat der Europäischen Union
- Logos früherer EU-Ratspräsidentschaften